# Kernhem (kaas)
Kernhem is een Nederlandse gewassenkorstkaas. De kaas blijft van binnen enigszins zacht en heeft een milde smaak. De kaas wordt gemaakt in diverse kaasfabrieken in Nederland.
De kaas is ontwikkeld door het toenmalige Nederlands Instituut voor Zuivelonderzoek in Ede. 
Vele kazen worden genoemd naar de plaats waarin de kaas traditioneel werd gemaakt, zoals Goudse kaas en Leidse kaas. Voor kernhem ligt dat anders; het is, net als bijvoorbeeld  leerdammer, een moderne kaas zonder historische traditie. De kaas 'ede' of 'Edese kaas' te noemen klonk niet erg aantrekkelijk. Daarom is de kaas genoemd naar het voormalige landgoed Kernhem, waarin het NIZO ligt.